# Гансен, Ганс Якоб
Ганс Якоб Гансен (дат. Hans Jacob Hansen 1855, Беллинге — 1936, Гентофте) — датский зоолог.

## Биография
Родился в Беллинге возле Оденсе в семье хусмана (безземельный арендатор) Ханса Хансена и его жены Кирстен Якобсдаттер. В 1891 году женился на Анне Элизабет, урождённой Расмуссен. По другим данным женился в 1883 на датском энтомологе Софи Якобсен (1857—1940), с которой развёлся через 7 лет; в 1892 она стала женой Ове Георга Рострупа, специалиста по растениям.
В 1875 году окончил школу кафедрального собора Оденсе, в 1879 получил степень mag.scient в зоологии, в 1883 — доктора философии. Ученик Йёргена Скьётте.
Начал работать в Зоологическом музее Копенгагена в 1875 году ещё во время обучения. В 1885—1910 гг. работал младшим научным сотрудником в энтомологическом отделении музея. В 1910 получил должность по свободной научной деятельности.
Автор многочисленных научных труды, публикуемых, в основном, в журналах. Принимал участие в научных экспедициях. Описал новые таксоны ракообразных и паукообразных. Путешественник, объездил пол-десятка стран.
Публиковал статьи, посвященные военно-политическим темам и социальной критике, за которые был осужден обществом. Они касались темы «датской национальной защиты», полемике о датской национальности и идентичности, о «еврейском вопросе» и о патриотизме. Например, в 1923 году опубликовал книгу «Jødespørgsmaalet» (Еврейский вопрос), выраженного антисемитского и националистического содержания, которая была издана Dansk Forening til Fremmedelementers Begrænsning (Датское общество по ограничению иностранцев), тогда одной из наиболее антисемитских и крайне правых организаций.
В течение многих лет (1908-31) был «самым плодовитым автором-нежурналистом» в Jyllands-Posten.

## Избранная библиография
- Fabrica oris dipterorum (1883)
- Zoologia danica (1882-90)
- Studies on Arthropoda (3 тома, 1921-30)